# 巴尔博纳
巴尔博纳（義大利語：Barbona），是意大利威尼托大区帕多瓦省的一个市镇。总面积8.55平方公里，人口751人，人口密度87.8人/平方公里（2009年）。国家统计（ISTAT）代码为028010。